# Confrontación (Ktulu)
Confrontación es el nombre del disco del grupo Ktulu lanzado en 1997.

## Canciones
1. "Justicia" 3.58
2. "Biocontaminación" 3.38
3. "Lado Oscuro" 4.32
4. "Tiempo Hostil" 4.16
5. "Crisis de Fe" 5.02
6. "Legítima Defensa" 5.05
7. "Delirium Tremens" 3.39
8. "El Latido del Miedo" 2.54
9. "Sutil Mutilación" 3.04
10. "Forzados a la Agonía" 4.08
11. "Solo" 3.29
12. "Jinete Nocturno" 1.36

## Contenido
- Los samples usados en la canción "Crisis de fe" están sacados de la película El cabo del miedo de Martin Scorsese.[2]